# 폴리그노토스

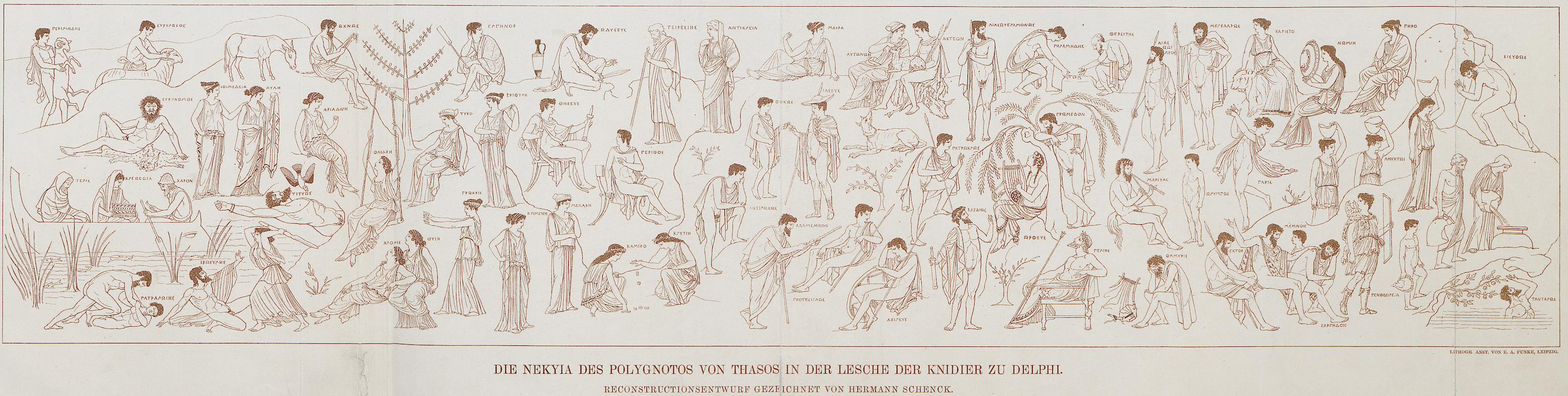

폴리그노토스(Polygnotus, 기원전 475년경~기원전 447년경)는 고대 그리스의 화가이다. 타소스섬에서 태어나 고대 아테나이의 테세우스 신전 등의 벽화를 그려, 화가로서의 이름을 떨쳐 시민권을 얻었다. 그는 미콘과 함께 그리스 회화의 가장 위대한 화가로 불리고 있으며, 입을 연 사람의 얼굴을 처음으로 그린 사람으로 알려져 있다. 아테나이의〈트로이 함락〉의 대벽화는 유명하며, 조각과 건축에도 큰 영향을 주었다.